# Gene Moore (giocatore di baseball)
Eugene Moore, conosciuto come Gene (Lancaster, 26 agosto 1909 – Jackson, 12 marzo 1978), è stato un giocatore di baseball statunitense.

## Biografia
Moore nacque a Lancaster, nel Texas. Suo padre fu un lanciatore di baseball per il Pittsburgh Pirates e Cincinnati Reds tra il 1910 e il 1912. Nella 14ª stagione, il padre di Moore ha battuto il record di 270 battute medie con 436 in 1042 partite giocate. Moore morì a Jackson, nel Missouri, all'età di 68 anni.

## Carriera
Giocò dal 1931 al 1945 per le seguenti squadre:
- Cincinnati Reds (1931)
- St. Louis Cardinals (1933-1935)
- Boston Bees (1936-1938)
- Brooklyn Dodgers (1939-1940)
- Boston Braves (1941)
- Washington Senators (1942-1943)
- St Louis Browns (1944-1945)